# Ivan Kónev
Ivan Stepànovitx Kónev (en rus: Ива́н Степа́нович Ко́нев; 16 (28) de desembre de 1897 – 21 de maig de 1973) fou un comandant militar soviètic.

## Biografia
Nascut al si d'una família de camperols prop de Podossínovets, a la Rússia central. Va tenir una educació elemental, i va treballar com a llenyataire abans de ser allistat per l'Exèrcit Imperial Rus el 1916. En esclatar la Revolució Russa el 1917 va ser desmobilitzat i se'n tornà a casa, però el 1919 s'uní al Partit Bolxevic i a l'Exèrcit Roig, servint com a artiller. Durant la Guerra Civil Russa serví amb l'Exèrcit Roig a la República de l'Extrem Orient; i el seu comandant va ser Kliment Voroixílov, qui seria després un amic proper de Stalin i Comissari de Defensa. Aquest va ser el puntal de la posterior carrera de Kónev.
El 1926 completà els seus estudis d'oficial a l'Acadèmia Militar Frunze, i va anar ocupant diverses comandàncies, cada cop més elevades. El juliol del 1938 va ser nomenat Comandant de Cos (si bé en aquells temps les promocions van ser ràpides pels oficials supervivents a la Gran Purga de 1937-38). El 1937 va ser Diputat del Soviet Suprem, i el 1939, candidat a membre del Comitè Central del PCUS.

### Segona Guerra Mundial
Quan Alemanya va atacar a la Unió Soviètica al juny de 1941, Kónev prengué el comandament del 19è Exèrcit a la regió de Vitbesk, i va dirigir una sèrie de batalles defensives durant la retirada de l'Exèrcit Roig, primer cap a Smolensk i després prop de Moscou. Des d'octubre de 1941 i fins a l'agost de 1942 comandà el Front de Kalinin, jugant un paper fonamental en la defensa de Moscou i en la contraofensiva soviètica de l'hivern de 1941-42. Pel seu paper a la defensa va ser ascendit a Coronel General.
A partir d'aquell moment, Kónev sempre va estar als alts comandaments fins al final de la guerra: el Front Occidental fins a febrer de 1943, el Front Nord-Occidental entre febrer i juliol de 1943, i el Front Ucraïnès, (després 1r Front Ucraïnès) entre juliol de 1943 i maig de 1945. En aquest darrer destí participà en la batalla de Kursk, capitanejant la part nord de la contra-ofensiva soviètica que va envoltar l'exèrcit de von Manstein.
Després de la victòria de Kursk, els exèrcits de Kónev van alliberar Bélgorod, Odessa, Khàrkiv i Kíev, avançant cap a la frontera romanesa. Pels seus èxits al Front Ucraïnès va ser promogut al rang de Mariscal de la Unió Soviètica al febrer de 1944.
Durant 1944, els seus exèrcits van avançar per Ucraïna i Belarús cap a Polònia i Txecoslovàquia. Cap al juliol va arribar al Vístula, i va ser proclamat Heroi de la Unió Soviètica. El setembre del 1944, el seu 1r Front Ucraïnès va avançar cap a Eslovàquia i van ajudar els partisans al seu alçament contra els alemanys.
El gener de 1945, Kónev comandaba les forces soviètiques que van llançar l'ofensiva d'hivern a la Polònia occidental, fent retrocedir als alemanys des del Vístula i fins a l'Oder, alliberant Cracòvia. A l'abril, les seves forces, junt a les del Primer Front Belarús de Júkov, van forçar la línia de l'Oder i van avançar cap a Berlín, i si bé les seves tropes van entrar a la ciutat, Stalin donà a Júkov l'honor de capturar el Reichstag i de fer onejar allà la Bandera Roja. Des de Berlín, Kónev es va dirigir al sud-oest, on les seves tropes es van trobar amb les americanes a Torgau i van alliberar Praga poc abans de la rendició alemanya.

### Després de la guerra
Després de la guerra, va ser nomenat Comandant de les Forces d'Ocupació Soviètiques a l'Alemanya Oriental i Alt Comissionat Aliat per a Àustria. El 1946 va ser nomenat Comandant de l'Exèrcit de Terra Soviètic i Primer Diputat Ministre de Defensa de la Unió Soviètica, substituint a Júkov. El 1950 va ser nomenat Comandant del Districte Militar dels Carpats (en la línia estalinista d'allunyar als comandants militats populars perquè no poguessin conspirar). Després de la mort de Stalin, tornà al primera línia, car va ser un aliat clau de Nikita Khrusxov, sent-li confiat l'arrest i judici del cap de la policia estalinista, Lavrenti Béria, el 1953.
Tornà a ser nomenat Comandant de l'Exèrcit de Terra Soviètic i Primer Diputat Ministre de Defensa de la Unió Soviètica fins al 1956, en què va ser nomenat Comandant en Cap de les Forces Armades del Pacte de Varsòvia. Es va retirar del servei actiu el 1960, però entre 1961-62 hagué de tornà, sent de nou nomenat Comandant de les Forces Soviètiques a la República Democràtica Alemanya. D'allà fou nomenat Inspector General del Ministeri de Defensa, un lloc purament honorífic.
Fins a la seva mort el 1973 restà com una de les figures militars més admirades de la Unió Soviètica.

## Condecoracions
1. Heroi de la Unió Soviètica (2) (29/7/1944, 1/6/1945);
2. Orde de la Victòria (30/3 del 1945)
3. Orde de Lenin (7) (29/7/1944, 21/7/1945, 27/12/1947, 18/12/1956, 27/12/1957, 27/12/1967, 27/12/1972)
4. Orde de la Revolució d'Octubre (22/2/1968)
5. Orde de la Bandera Roja (3) (22/2/1938, 3/11/1944, 20/6/1949)
6. Orde de Suvorov 1a Classe (2) (27/8/1943, 17/5/1944)
7. Orde de Kutuzov 1a Classe (2) (9/4/1943, 28/7/1943)
8. Orde de l'Estrella Roja (16/8/1936)
9. Medalla de la defensa de Moscou
10. Medalla per la Conquesta de Berlín
11. Medalla per la Conquesta de Viena
12. Medalla per l'Alliberament de Praga
13. Medalla de la victòria sobre Alemanya en la Gran Guerra Patriòtica 1941-1945
14. Medalla del 20è Aniversari de l'Exèrcit Roig
15. Medalla del 30è Aniversari de l'Exèrcit i l'Armada Soviètics
16. Medalla del 40è Aniversari de les Forces Armades Soviètiques
17. Medalla del 50è Aniversari de les Forces Armades Soviètiques
18. Medalla del 800è Aniversari de Moscou
19. Orde Virtuti Militari (Polònia)
20. Orde del Lleó Blanc (Txecoslovàquia)
21. Creu de Guerra 1939-1945 (França)
22. Gran Oficial de la Legió d'Honor (França)
23. Creu de Guerra (Bèlgica)
24. Cap Comandant de la Legió del Mèrit (EUA)
25. Gran Creu de l'orde Polònia Restituta